# Opérateur historique
L'opérateur historique d'un pays est, dans les secteurs qui ont fait l'objet d'un monopole public, l'entreprise qui appartenait à l'État, ce qui lui a permis de mettre en place, développer, et gérer l'infrastructure nécessaire pour offrir un Service public industriel et commercial (selon la terminologie française).
Le terme est généralement utilisé lorsque le secteur concerné a fait l'objet d'une libéralisation économique, donc une mise en concurrence de cet opérateur historique, qui peut avoir disparu ou subsister sous différentes formes : administration publique, entreprise de droit public, d'entreprise totalement ou partiellement privatisée, autonome ou acquise par une autre entité. Lorsqu'ils subsistent, les opérateurs historiques, de par leur position dominante, font l'objet de dispositions particulières dans les législations d'ouverture à la concurrence.
On les trouve notamment dans les secteurs suivants :
- les télécommunications : téléphonie filaire, téléphonie mobile, câblo-opérateur...
- le transport de personnes (par rail, route, air ou bateau)
- le transport de courrier et de colis
- les grands réseaux de distribution et de stockage (eau, énergie...), ainsi que les infrastructures de production ou de transformation associées (centrales électriques, raffineries, usine de potabilisation...)

## Secteur des télécommunications
| Pays        | Opérateur historique                           | Date d'ouverture du marché | Date d'ouverture du marché | Date de dégroupage de la boucle locale | Concurrents depuis l'ouverture du marché                                 |
| Pays        | Opérateur historique                           | Entreprises                | Particuliers               | Date de dégroupage de la boucle locale | Concurrents depuis l'ouverture du marché                                 |
| ----------- | ---------------------------------------------- | -------------------------- | -------------------------- | -------------------------------------- | ------------------------------------------------------------------------ |
| France      | Orange, anciennement France Télécom            |                            |                            |                                        | SFR & Numericable (groupe Altice), Bouygues Telecom, Free (groupe Iliad) |
| Royaume-Uni | BT, anciennement British Telecom               |                            |                            |                                        | O2, Everything Everywhere, 3, Vodafone                                   |
| Allemagne   | Deutsche Telekom                               |                            |                            |                                        | O2, Vodafone, Simyo                                                      |
| Bangladesh  | Bangladesh Telegraph and Telephone Board       |                            |                            |                                        | Grameenphone, Banglalink, Robi                                           |
| Belgique    | Groupe Proximus, anciennement Belgacom         |                            |                            |                                        | BASE , Orange, Voo, Telenet                                              |
| Norvège     | Telenor, anciennement Televerket Norvège       |                            |                            |                                        |                                                                          |
| Suède       | TeliaSonera, anciennement Televerket Suède     |                            |                            |                                        |                                                                          |
| Finlande    | TeliaSonera, anciennement Sonera               |                            |                            |                                        |                                                                          |
| Espagne     | Telefónica (Movistar)                          |                            |                            |                                        | Amena (groupe Orange), Vodafone, Euskaltel                               |
| Suisse      | Swisscom                                       |                            |                            |                                        | Salt Mobile, Sunrise, Omea Telecom                                       |
| États-Unis  | AT&T                                           |                            |                            |                                        | Verizon, Sprint, T-Mobile                                                |
| Portugal    | Altice Portugal, anciennement Portugal Telecom |                            |                            |                                        |                                                                          |
| Algérie     | Algérie Télécom                                |                            |                            |                                        | Djezzy, Ooredoo Algérie                                                  |
| Maroc       | Maroc Telecom                                  |                            |                            |                                        | Orange , Inwi                                                            |
| Tunisie     | Tunisie Télécom                                |                            |                            |                                        | Ooredoo Tunisie, Orange Tunisie                                          |
| Turquie     | Turk Telekom                                   |                            |                            |                                        |                                                                          |
| Togo        | Togo Télécom                                   |                            |                            |                                        |                                                                          |

## Secteur des chemins de fer
| Pays        | Opérateur historique      | Date d'ouverture du marché | Date d'ouverture du marché | Concurrents depuis l'ouverture du marché                               |
| Pays        | Opérateur historique      | grandes lignes             | desserte régionales        | Concurrents depuis l'ouverture du marché                               |
| ----------- | ------------------------- | -------------------------- | -------------------------- | ---------------------------------------------------------------------- |
| France      | SNCF                      |                            |                            | Trenitalia, Railcoop                                                   |
| Royaume-Uni | British Rail (démantelée) |                            |                            | Nombreuses sociétés                                                    |
| Belgique    | SNCB                      |                            |                            | Arriva                                                                 |
| Pays-Bas    | NS                        |                            |                            | Arriva, Keolis Nederland, Syntus, Abellio, Connexxion, DB RegionalBahn |